# Eulogio II di Alessandria
Papa Eulogio II (... – XII secolo), è stato papa e patriarca greco-ortodosso di Alessandria e di tutta l'Africa intorno al 1120.
Secondo una cronotassi cattolica del XVIII secolo, fu il successore di Cirillo e fu seguito da Sofronio. Scrisse un trattato sull'eresia dei bogomili.